# Marcella Berger

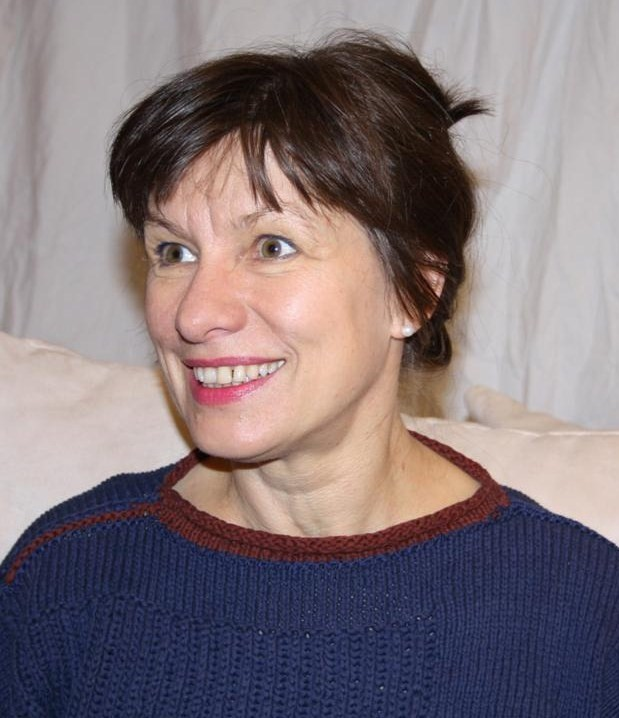
Marcella Berger

Marcella Berger (* 1954 in Brücken) ist eine deutsche Schriftstellerin.

## Leben
Nach dem Abitur am Staatlichen Gymnasium Kusel 1972 studierte Berger Germanistik, Philosophie und Sozialkunde in Saarbrücken. Die intensive Beschäftigung mit Märchen, Mythen und Fragestellungen der Humanistischen Psychologie führte zu zahlreichen Rundfunkarbeiten im Bereich Bildung und Erziehung und zu ersten Veröffentlichungen. Aus einer Schulfunkreihe entstand das Buch Märchen lösen Lebenskrisen – Tiefenpsychologische Zugänge zur Märchenwelt. Alle Publikationen Bergers zu diesem Themenkreis erschienen seit der Eheschließung mit Werner Schäfer (1977) unter dem Namen Schäfer. Belletristische Texte veröffentlichte Berger seit 1992 wieder unter ihrem Geburtsnamen. Im Jahre 1987 gründete Berger mit Dirk Bubel und Annette Keinhorst das Saarbrücker Literaturbüro als Anlauf- und Beratungsstelle für Autorinnen und Autoren und Ort intensiven Textgesprächs.
Sie lebt und arbeitet in Saarbrücken.

## Wirken
In Bergers Geburtsort Brücken war die Diamantschleiferei ein weit verbreitetes Handwerk. Auch Familie Berger unterhielt einen solchen Betrieb. Das sinnliche Erlebnis der Verwandlung eines unscheinbar graubraunen Ausgangsmaterials in ein lichtfunkelndes Preziosum wird für Marcella Berger eine frühe und prägende Erfahrung. In Bergers künstlerischem Schaffen bleibt diese Spur manifest. Alltägliche Gegenstände und Vorgänge werden motivisch aufgeladen und zugleich in die Sphäre von Traum und Surrealität gerückt.
1992 wurde das Langgedicht heller mittag – ein triptychon in dem von Sabine Göttel u. a. herausgegebenen Band Passagen – Neue Texte veröffentlicht. Der Feuilletonist der Saarbrücker Zeitung Burkhard Baltzer schrieb dazu: „Grenzen überschreitet die Literatur von Marcella Berger ... Texte sind es, deren Poesie einem nachgeht.“
Auf Bergers auch von der Pop-Literatur inspirierte Sprachspiele und die Originalität ihrer Texte verweist die Literaturwissenschaftlerin Katja Leonhardt in Weibliches Schreiben in regionalen Strukturen, und die Rezensentin Ruth Rousselange urteilt in der Saarbrücker Zeitung: „Berger schreibt amüsant, sarkastisch, hintersinnig, zeichnet feinstrichig Charaktere, auch in ihrer Prosa immer melodisch.“ Der Sound, die den Texten innewohnende Musikalität wird auch von der Publizistin Susanne Hecht hervorgehoben, wenn sie schreibt: „Wie die Prosa zu Paolo Contes Liebesliedern kommen diese Episoden daher. In hell ausgeleuchteten Einstellungen mit Tiefenschärfe bewegen sich die Protagonisten durch einen atmosphärisch dichten Raum und werden durch ihr spezifisches Timbre unverwechselbar und lebendig.“
Die Autorin ist „ganz dicht an ihren Figuren, schildert Gedanken, Träume und Irrtümer. Diese genauen Schilderungen, diese verschiedenen Blickwinkel der Verletzlichkeit und der Missverständnisse verdienen es, gelesen zu werden.“

## Auszeichnungen
- 1972 Preis der Scheffel Gesellschaft für besondere Leistungen im Fach Deutsch
- 1995 Preisträgerin des Literaturwettbewerbs des Schriftstellerverbandes Luxemburg (LSV) anlässlich der Europäischen Kulturhauptstadt Luxemburg
- 1998 Förderstipendium für Literatur der Landeshauptstadt Saarbrücken

## Werke
- Märchen lösen Lebenskrisen. Zugänge zur Märchenwelt. Herder Verlag, Freiburg i.Br, 1993 (3., erweiterte u. völlig neu bearbeitete Auflage)
- Die Fliege. Erzählung. Edition Topicana, Saarländisches Künstlerhaus, Saarbrücken 1999, ISBN 3-932294-46-7.
- Klaus Behringer, Marcella Berger, Fred Oberhauser (Hg.)  Kähne, Kohle, Kußverwandtschaft. Ein Saarbrücker Lesebuch. Saarbrücker Druckerei und Verlag, Saarbrücken 1998, ISBN 3-930843-40-4.
- Marcella Berger, Axel Burmeister, Gerhard Franz. Saarbrücken. Die Saarmetropole und ihre Umgebung, Verlag Klaus Baqué, Saarbrücken 2001 (2. überarbeitete Auflage), ISBN 3-9806745-3-3.
- Marcella Berger u. a., Bilderleben. Edition Saarländisches Künstlerhaus, Saarbrücken 2006, ISBN 3-937046-73-9.
- Schollenabbruch Prosastücke. Zenit & Nadir Verlag, Brücken bei Birkenfeld 2009, ISBN 978-3-941467-01-9.
- Arglose Träume und andere Geschichten ohne Ende. Erzählungen. Rhein-Mosel-Verlag, Zell a.d. Mosel 2009, ISBN 978-3-89801-219-5.
- Die Frauen des Dulders – und andere Zumutungen, Geschichten nach Homer. Mit einem Nachwort von Gerd Antos. Edition Pauer, Kelkheim 2020 ISBN 978-3-947930-10-4.
- Rasante Rhapsodien. Von Gatten und Liebhabern. Edition Pauer, Kelkheim 2023 ISBN 978-3-947930-45-6.